# Fritillaria kurdica
Fritillaria kurdica är en liljeväxtart som beskrevs av Pierre Edmond Boissier och Friedrich Wilhelm Noë. Fritillaria kurdica ingår i Klockliljesläktet och i familjen liljeväxter. Inga underarter finns listade.